# Naked Truth (Jeanette-Biedermann-Album)
Naked Truth ist das sechste Studioalbum der deutschen Sängerin Jeanette Biedermann, das am 7. April 2006 von Universal Records veröffentlicht wurde.

## Hintergrund
Das Album Naked Truth wurde in Berlin, Mexiko und Los Angeles produziert, viele der Songs wurden von Biedermann und ihrem damaligen Freund Jörg Weißelberg geschrieben und produziert. Naked Truth besteht hauptsächlich aus Pop-Rock-Titeln, die jedoch deutlich härter sind als bei früheren Alben. Auf der „Deluxe Edition“ sind zusätzlich drei weitere Songs sowie eine Bonus-DVD enthalten.
Am 14. November 2004 wurde die erste Single Run with Me veröffentlicht, dieses erschien als Teil der Deluxe-Edition des Albums. Run with Me belegte Platz drei der deutschen Singlecharts und erhielt den Echo Pop in der Kategorie „Bestes Video National“. 2004 unterschrieb Jeanette Biedermann einen Werbevertrag mit Electronic Arts für die Promotion des Spiels Die Sims. Das Video zu Run with Me enthält daher viele Elemente des Spiels.

## Titellisten

### Standard-Edition
1. All New (Jörg Weißelberg, Steffen Langenfeld, Jeanette Biedermann) – 5:02
2. Moonshinenight (Jörg Weißelberg, Jeanette Biedermann) – 3:42
3. Bad Girls Club (Jörg Weißelberg, Jeanette Biedermann) – 3:23
4. I’m Alive (Jörg Weißelberg, Frank Kretschmer, Jeanette Biedermann) – 4:26
5. Burn (Jörg Weißelberg, Jeanette Biedermann) – 3:21
6. Get Freaky (Jörg Weißelberg, Frank Kretschmer, Jeanette Biedermann) – 3:04
7. Heat of the Summer (Jörg Weißelberg, Jeanette Biedermann) – 3:44
8. Heatwave in July (Jörg Weißelberg, Jeanette Biedermann) – 3:18
9. L.A. City of Angels (Jörg Weißelberg, Jeanette Biedermann) – 2:58
10. It’s Not O.K. (Jörg Weißelberg, Jeanette Biedermann) – 3:30
11. Endless Love (Jeanette Biedermann, Wonderbra) – 3:26
12. Hurt (Diane Warren, Wonderbra) – 4:09
13. Frozen Sun (Jörg Weißelberg, Tom Remm, Wonderbra) – 4:05
14. It’s Alright (Jörg Weißelberg, Jeanette Biedermann) – 3:48
15. Naked Truth (Jörg Weißelberg, Jeanette Biedermann) – 3:51
16. Nightmare (Frank Johnes, Jeanette Biedermann) – 3:35

### Deluxe-Edition
1. Run with Me (Rock Extended Version) (Frank Johnes, Tom Remm, Bodybrain, Wonderbra) – 3:57
2. Shine On – 3:41
3. Hearts Burning Down – 4:16
4. Interview
5. Recording Naked Truth
6. Bad Girls Club music video
7. Making of Bad Girls Club
8. Endless Love music video
9. Making of Endless Love
10. Jeanette On the Road
11. Jeanette’s Hairstyling

## Rezeption

### Rezensionen
Die Kritiken zu Naked Truth waren zwiespältig:

„Jeanette Biedermann wollte so gern die deutsche Britney Spears werden. […] Es ist allerdings ziemlich fraglich, ob irgendjemand sonst diese CD kaufen wird.“

„Jeanette Biedermann scheidet die Geister: Die einen halten die zierliche Berlinerin, die ihre Karriere in der RTL-Soap Gute Zeiten, schlechte Zeiten begann, für eine der besten deutschen Sängerinnen und nennen sie auch schon mal die ‚deutsche Britney Spears‘. […] Es bleibt abzuwarten, ob die ‚neue Jeanette‘ ebenso gut mit ihrem neuen, abgewandelten Sound punkten kann oder ob sich die Fans anderweitig orientierten.“

### Chartplatzierungen

#### Album
| Jahr | Titel Musiklabel          | Höchstplatzierung, Gesamtwochen, AuszeichnungChartplatzierungen (Jahr, Titel, Musiklabel, Platzierungen, Wochen, Auszeichnungen, Anmerkungen) | Höchstplatzierung, Gesamtwochen, AuszeichnungChartplatzierungen (Jahr, Titel, Musiklabel, Platzierungen, Wochen, Auszeichnungen, Anmerkungen) | Höchstplatzierung, Gesamtwochen, AuszeichnungChartplatzierungen (Jahr, Titel, Musiklabel, Platzierungen, Wochen, Auszeichnungen, Anmerkungen) | Anmerkungen                         |
| Jahr | Titel Musiklabel          | DE | AT | CH | Anmerkungen                         |
| ---- | ------------------------- | --- | --- | --- | ----------------------------------- |
| 2006 | Naked Truth Polydor (UMG) | DE14 (5 Wo.)DE | AT44 (2 Wo.)AT | CH55 (2 Wo.)CH | Erstveröffentlichung: 7. April 2006 |

#### Singles
| Jahr | Titel              | Höchstplatzierung, Gesamtwochen, AuszeichnungChartplatzierungen (Jahr, Titel, , Platzierungen, Wochen, Auszeichnungen, Anmerkungen) | Höchstplatzierung, Gesamtwochen, AuszeichnungChartplatzierungen (Jahr, Titel, , Platzierungen, Wochen, Auszeichnungen, Anmerkungen) | Höchstplatzierung, Gesamtwochen, AuszeichnungChartplatzierungen (Jahr, Titel, , Platzierungen, Wochen, Auszeichnungen, Anmerkungen) | Anmerkungen                                                |
| Jahr | Titel              | DE | AT | CH | Anmerkungen                                                |
| ---- | ------------------ | --- | --- | --- | ---------------------------------------------------------- |
| 2004 | Run with Me        | DE3 (12 Wo.)DE | AT14 (13 Wo.)AT | CH24 (10 Wo.)CH | Erstveröffentlichung: 8. November 2004 Verkäufe: + 180.000 |
| 2005 | Bad Girls Club     | DE20 (9 Wo.)DE | AT67 (1 Wo.)AT | CH35 (3 Wo.)CH | Erstveröffentlichung: 14. Oktober 2005 Verkäufe: + 40.000  |
| 2006 | Endless Love       | DE22 (6 Wo.)DE | AT51 (1 Wo.)AT | CH76 (1 Wo.)CH | Erstveröffentlichung: 17. März 2006                        |
| 2006 | Heat of the Summer | DE50 (4 Wo.)DE | — | — | Erstveröffentlichung: 4. August 2006                       |